# Петър Василев (генерал)
Вижте пояснителната страница за други личности с името Петър Василев.
Петър Василев Василев е български офицер, генерал-майор.

## Биография
Роден е на 1 февруари 1951 г. в ловешкото село Катунец. Завършва право в Софийския университет през 1972 г. През 1976 г. влиза в системата на затворите. В отделни периоди е заместник-началник на Софийския затвор (1983 – 1989), прокурор в Главната прокуратура (1989 – 1990), както и заместник-началник на Главното управление на местата за лишаване от свобода (1991 – 2000). На 26 септември 2001 г. е назначен за главен директор на Главна дирекция „Изпълнение на наказанията“. В периода 1992 – 2000 г. преподава наказателно, наказателно-изпълнително право и криминология в Югозападния университет, ВИПОНД и Варненския свободен университет. На 5 юли 2004 г. е удостоен с висше офицерско звание генерал-майор. На 8 февруари 2011 г. се пенсионира поради навършване на пределна възраст. Автор на беседи, лекции и студия, свързани със затворното дело. Радетел за създаването на първи частен затвор в Република България. Целият съзнателен професионален път преминава през създаването на по-хуманни условия в прилагането на изпълнението на наказанията и справедливо правоприлагане в областта на затворното дело. Умира на 15 февруари 2016 г. в София.